# モイセス・パニアグア
モイセス・パニアグア・レアーニョ (Moisés Paniagua Leaño, 2007年8月16日 - )はボリビア・タリハ県タリハ出身のサッカー選手。プリメーラ・ディビシオン・デ・ボリビアのクラブ・オールウェイズ・レディに所属している。ポジションはMF。

## クラブ経歴
クラブ・サン・ホセなどのユースチームを経て、2022年5月にクラブ・オールウェイズ・レディと契約。10月に早くもトップチームに昇格。19日のロイヤル・パリFC戦で、後半23分に交代で起用され、プロデビュー。更に42分にはプロ初ゴールまで決め、1-0の勝利に導いた。翌2023年シーズンより先発に定着している。

## 代表経歴
2023年にエクアドルで開催された南米U-17選手権に、U-17のボリビア代表で出場。グループリーグのペルー戦ではゴールも決めた。更に2024年にはコパ・アメリカ2024へのフル代表招集も検討されていたものの、諸事情により直前で見送られた。

## 人物
- 兄のエマニエル・パニアグア（英語版）もサッカー選手で、弟と同じくオールウェイズ・レディでプレーしている。、